# Беркли, Чарльз
Чарльз Беркли (англ. Charles Berkeley, 21 августа 1976, Питсфилд, Массачусетс) — американский бобслеист, разгоняющий, выступает за сборную США с 2007 года. Участник зимних Олимпийских игр в Ванкувере, неоднократный призёр национального первенства и различных этапов Кубков Европы, Америки и мира.

## Биография
Чарльз Беркли родился 21 августа 1976 года в городе Питсфилд, штат Массачусетс. С юных лет увлёкся спортом, пошёл в лёгкую атлетику, бегал спринт за университетскую команду. Активно заниматься бобслеем начал с 2007 года, вскоре прошёл отбор в национальную сборную и присоединился к ней в качестве разгоняющего. Тогда же состоялся его дебют на Кубке мира, на этапе в канадском Калгари спортсмен занял двадцать шестое место. В феврале 2008 года завоевал первую кубковую медаль, приехав третьим на этапе в немецком Кёнигсзее. Завершил сезон первым своим участием на чемпионате мира, тем не менее, выступить там достойно не сумел, финишировал шестнадцатым в двойках и восемнадцатым в четвёрках.
В ноябре 2009 года одержал первую и пока единственную победу на этапе Кубка мира, приехав первым на домашней трассе в Лейк-Плэсиде. Благодаря череде успешных заездов Фогт удостоился права защищать честь страны на Олимпийских играх в Ванкувере, где вместе с четырёхместным экипажем пилота Джона Нейпира перевернулся во время второго спуска и вынужден был отказаться от дальнейшего участия в соревнованиях. Помимо занятий бобслеем работает менеджером по продажам в мичиганской компании Stryker, женат воспитывает двух дочерей. Свободное время любит проводить за просмотром фильмов, любимыми считает «Побег из Шоушенка» и «Тупой и ещё тупее».